# Amygdalaria consentiens
Amygdalaria consentiens är en lavart som först beskrevs av William Nylander, och fick sitt nu gällande namn av Hannes Hertel, Irwin Brodo och Masakane Inoue.  (botaniker)|
Amygdalaria consentiens ingår i släktet Amygdalaria och familjen Lecideaceae.  Arten är reproducerande i Sverige. Inga underarter finns listade i Catalogue of Life.